# Rytm Ziemi (album)
A Rtym Ziemi a Czerwone Gitary 1974-ben megjelent nagylemeze, melyet a Muza adott ki. Katalógusszáma: SXL 1166. 

## Az album dalai

### A oldal
1. Mam Dobry Dzien 2:50
2. Bylas Mej Pamieci Wierszem 4:22
3. Predzej Strop Stawiajcie Ciesle 3:05
4. Kazdy Pies Ma Dwa konce 2:55
5. Dzien Najwyzej Dwa 3:04
6. Slowo Jedyne - Ty 2:40

### B oldal
1. Rytm Ziemi 4:12
2. Morze Wzywa 2:30
3. Ciagle Pada 3:42
4. Byla To Glupia Milosc 3:54
5. Florentyna 2:52
6. Coda 1:58